# The Music of Candyman
The Music of Candyman est un album regroupant la bande originale du film Candyman (1992) de Bernard Rose, et la bande originale du film Candyman II: Farewell to the Flesh (1995) de Bill Condon. Elles ont été composées par Philip Glass.
À l'époque de la sortie de ces deux films, il n'existait pas d'album publiant leur bande originale. Philip Glass estimait qu'il n'y avait pas assez de compositions pour produire un album complet. C'est en 2000, en constatant que les fans de ces deux films en cherchaient désespérément la bande originale, que Philip Glass autorisa la publication de cette compilation.

## Pistes
| No  | Titre                    | Durée |
| --- | ------------------------ | ----- |
| 1.  | Music Box                | 1:05  |
| 2.  | Cabrini Green            | 3:27  |
| 3.  | Helen's Theme            | 1:56  |
| 4.  | Face to Razor            | 6:13  |
| 5.  | Floating Candyman        | 7:04  |
| 6.  | Return to Cabrini        | 9:46  |
| 7.  | It Was Always You, Helen | 3:07  |
| 8.  | Daniel's Flashback       | 2:55  |
| 9.  | The Slave Quatters       | 5:22  |
| 10. | Annie's Theme            | 3:33  |
| 11. | All Falls Apart          | 3:13  |
| 12. | The Demise of Candyman   | 4:05  |
| 13. | Reverend's Walk          | 1:09  |

La piste 1 intitulée Music box est le thème principal commun aux deux films.
Les pistes 2 à 7 forment la Candyman Suite et composent la bande originale du premier film. Les pistes 8 à 13 composent et complètent la bande originale du second film, qui reprend par ailleurs certaines compositions du premier film.

## Liens
- (en) The Music of Candyman sur le site officiel de Philip Glass